# Phyllophaga nitididorsis
Phyllophaga nitididorsis är en skalbaggsart som beskrevs av Frey 1975. Phyllophaga nitididorsis ingår i släktet Phyllophaga och familjen Melolonthidae. Inga underarter finns listade i Catalogue of Life.